# 나가시마 유시
나가시마 유시(일본어: 永島 悠史, 1996년 7월 12일 ~ )는 일본의 전 축구 선수이다.

## 구단 경력
그는 2015년부터 2022년까지 J리그의 교토 상가 FC, FC 기후, 가이나레 돗토리에서 활동하였다.

## 국가대표팀 경력
그는 2013년 FIFA U-17 월드컵에 참가할 일본 U-17 국가대표팀에 발탁되었으며, 3경기에 출전했다.